# Pannonhalma

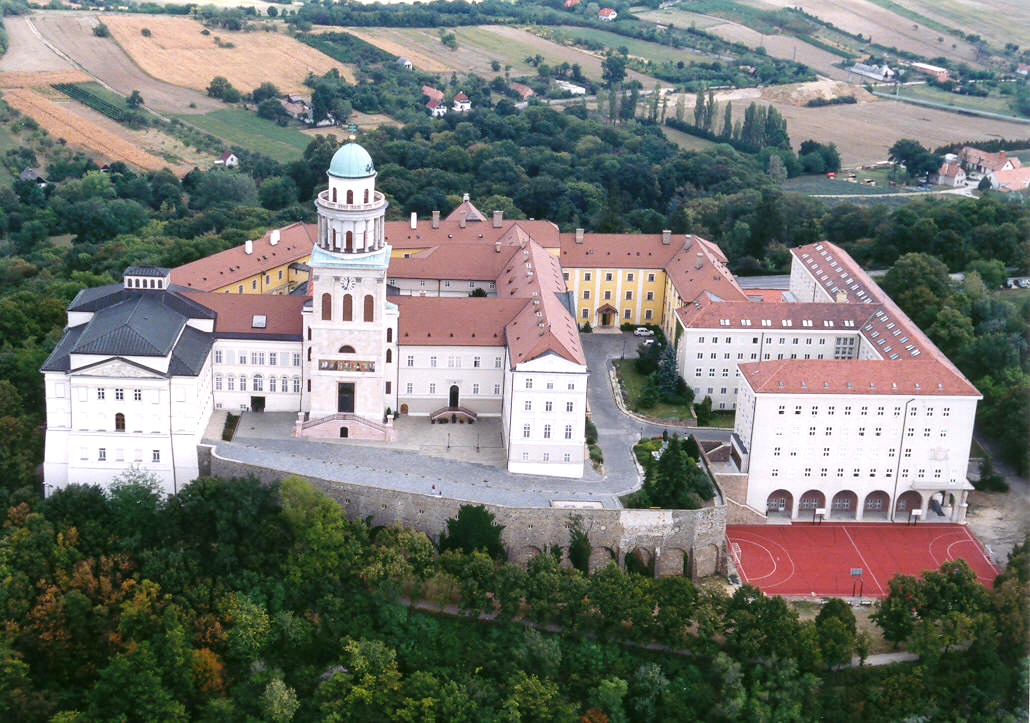
Benediktinerklostret.

Pannonhalma är en mindre stad i Ungern med 4 106 invånare (2020).